# Sverkerslægten
Sverkerslægten var en af to ætter eller slægter, som kæmpede om kongemagten i Sverige mellem ca. 1130 og 1250. Navnet kommer fra den første konge i ætten, Sverker Karlsson den ældre. Sverkerslægten uddøde på mandssiden i år 1222 med Johan Sverkersson. Den anden slægt var Erikslægten.
Sverkerslægten var traditionelt orienteret mod Danmark, mens Erikslægten orienterede sig mod Norge for alliancer og støtte.
Under den første Sverker, kaldet "den ældre" for ikke at forveksle ham med den senere Sverker den yngre, skal asatroen være ophørt i Sverige. 
Der blev anlagt flere klostre på denne tid som Alvastra kloster i Østergøtland, Nydala kloster i Småland, Varnhems kloster og Gudhem kloster i Vestergøtland, hvor munke og nonner ugifte skulle tilbringe livet med at tjene den kristne gud. Man begyndte også at indføre bispestift. 
Et paveligt sendebud, kardinal Nicolaus af St. Alban, kom til Sverige for at indvie en ærkebiskop. Men sveerne og gøterne kunne ikke enes om at vælge en ærkebiskop, og på hjemrejsen efterlod det pavelige sendebud Pallium (ærkebispekåben) hos biskoppen i Lund.